# Tales of Graces
Tales of Graces (яп. テイルズ オブ グレイセス Тэйрудзу обу Гурэисэсу) — компьютерная ролевая игра, разработанная Namco Tales Studio и выпущенная Namco в Японии и Namco Bandai Games в Северной Америке. Является двенадцатой частью в серии игр Tales, а также первой игрой серии, вышедшей на Wii и PlayStation 3. Её жанр описывается как RPG для познания защитной силы (яп. 守る強さを知るRPG Мамору цуоса во сиру RPG). Начальной темой игры является песня Want to Protect (яп. まもりたい ～White Wishes～), исполненная группой BoA. Изначально Tales of Graces продавалась начиная с 10 декабря 2009 года только в Японии для приставки Wii.
Tales of Graces ƒ — портированная версия оригинальной игры для игровой приставки PlayStation 3, содержащая ряд бонусов. Она была выпущена 2 декабря 2010 года в Японии и 13 марта 2012 года в Северной Америке.

## Игровой процесс
По игровому миру Tales of Graces можно свободно перемещаться; каждая локация связана с другой — концепция карты мира не используется, как и в Tales of Hearts.
Боевая система Tales of Graces называется «Style Shift Linear Motion Battle System» (SS-LiMBS). Её концепция состоит в том, что каждый игровой персонаж имеет два стиля битвы, доступных для выбора. Специальные удары стиля «А» являются заранее определёнными; приёмы стиля «B» можно настраивать самостоятельно. В сражении игрок может свободно переключаться между стилями. Поле битвы является трёхмерным и персонажи могут свободно перемещаться по нему.

## Игровой мир
Действие Tales of Graces разворачивается на вымышленной планете под названием Эфинея. Населяющие её люди используют магическую субстанцию элет, которая добывается из больших кристаллов — она позволяет жителям процветать. На Эфинее существуют три королевства — Уиндор, Страта и Фендел, — которые сражаются за право единоличной добычи элета. В отдалённом регионе королевства Уиндор находится имение Лант, в котором живёт старший сын местного барона по имени Асбель. После некоего трагического случая он решает поступить в рыцарскую академию в столице.
События игры разворачиваются через семь лет после поступления Асбеля в академию. Он уже стал уважаемым рыцарем, но со смертью своего отца он оставляет мечту завершить академию и отправляется обратно в Лант, чтобы стать бароном.

## Отзывы и критика
| Сводный рейтинг | Сводный рейтинг |
| Агрегатор       | Оценка          |
| --------------- | --------------- |
| GameRankings    | 78,77 %         |

Tales of Graces получила 36/40 баллов (9/9/9/9) от журнала Famitsu. Было продано 113 000 копий игры в первый день выпуска и 143 000 за первую неделю продаж. Через несколько месяцев после выпуска версии для Wii в Японии игра была отозвана компанией-производителем Namco Bandai в виде обнаружения ряда багов. Все купившие игру могли бесплатно обменять её на новую версию с устранёнными недоработками.
Tales of Graces F, портированная на PlayStation 3 получила более высокую оценку от Famitsu — 37/40 (10/9/9/9); только Tales of Xillia получила больше баллов (39 из 40). Было продано 215 187 копий игры за первую неделю после выпуска.